# Santa Cruz de la Salceda
Santa Cruz de la Salceda ist ein Ort und eine Gemeinde (municipio) mit 147 Einwohnern (Stand: 2024) im Zentrum der Provinz Burgos in der Autonomen Gemeinschaft Kastilien und León. Santa Cruz de la Salceda liegt in der Comarca und der Weinbauregion Ribera del Duero. 

## Lage und Klima
Die Gemeinde Santa Cruz de la Salceda liegt etwa 100 Kilometer südlich der Provinzhauptstadt Burgos in einer Höhe von ca. 880 msnm. Das Klima ist gemäßigt bis warm; Regen (ca. 570 mm/Jahr) fällt übers Jahr verteilt.

## Bevölkerungsentwicklung
| Jahr      | 1950 | 1970 | 1981 | 1991 | 2001 | 2011 | 2021 |
| --------- | ---- | ---- | ---- | ---- | ---- | ---- | ---- |
| Einwohner | 857  | 441  | 264  | 183  | 203  | 172  | 132  |

## Sehenswürdigkeiten
- Himmelfahrtskirche (Iglesia de Nuestra Señora de la Asuncion)
- Einsiedelei Unserer Lieben Frau von Tamarón (Ermita de Nuestra Señora de Tamarón)
- Einsiedelei Unserer Lieben Frau von Gracia (Ermita de Nuestra Señora de Gracia)